# Megalocephalus
Il megalocefalo (gen. Megalocephalus) è un tetrapode estinto, appartenente ai bafetidi. Visse nel Carbonifero superiore (circa 315 - 310 milioni di anni fa) e i suoi resti fossili sono stati ritrovati in Europa (Inghilterra, Scozia, Irlanda), Nordamerica (Ohio) e forse Asia (Cina).

## Descrizione
Di questo animale si conosce solo il cranio, ma è possibile ipotizzarne l'aspetto confrontando i fossili con quelli di animali simili. È probabile che Megalocephalus fosse piuttosto simile a un coccodrillo. Il cranio era lungo circa 35 centimetri, e si suppone che l'animale intero potesse raggiungere i due metri di lunghezza. Il cranio era lungo e stretto e dal muso appuntito, simile a quello di un coccodrillo. I denti sul vomere, il palatino e l'ectopterigoide erano grandi e aguzzi, e formavano vere e proprie zanne; anche i denti mandibolari erano enormi. Come gli altri bafetidi, anche Megalocephalus era dotato di orbite dalla forma particolare, con un'espansione anteriore che conferiva loro un aspetto "a buco di serratura".

## Classificazione
Megalocephalus venne descritto per la prima volta nel 1873 da Barkas, sulla base di fossili ritrovati nelle isole britanniche. La specie tipo è M. pachycephalus; un'altra specie, M. lineolatus, venne descritta da Edward Drinker Cope nel 1877. Megalocephalus fa parte del gruppo dei bafetidi (o loxommatidi), un gruppo enigmatico di tetrapodi del Carbonifero che non possono essere considerati veri e propri anfibi in senso cladistico. Tra questi, Megalocephalus occupa una posizione derivata rispetto all'arcaico Loxomma. 

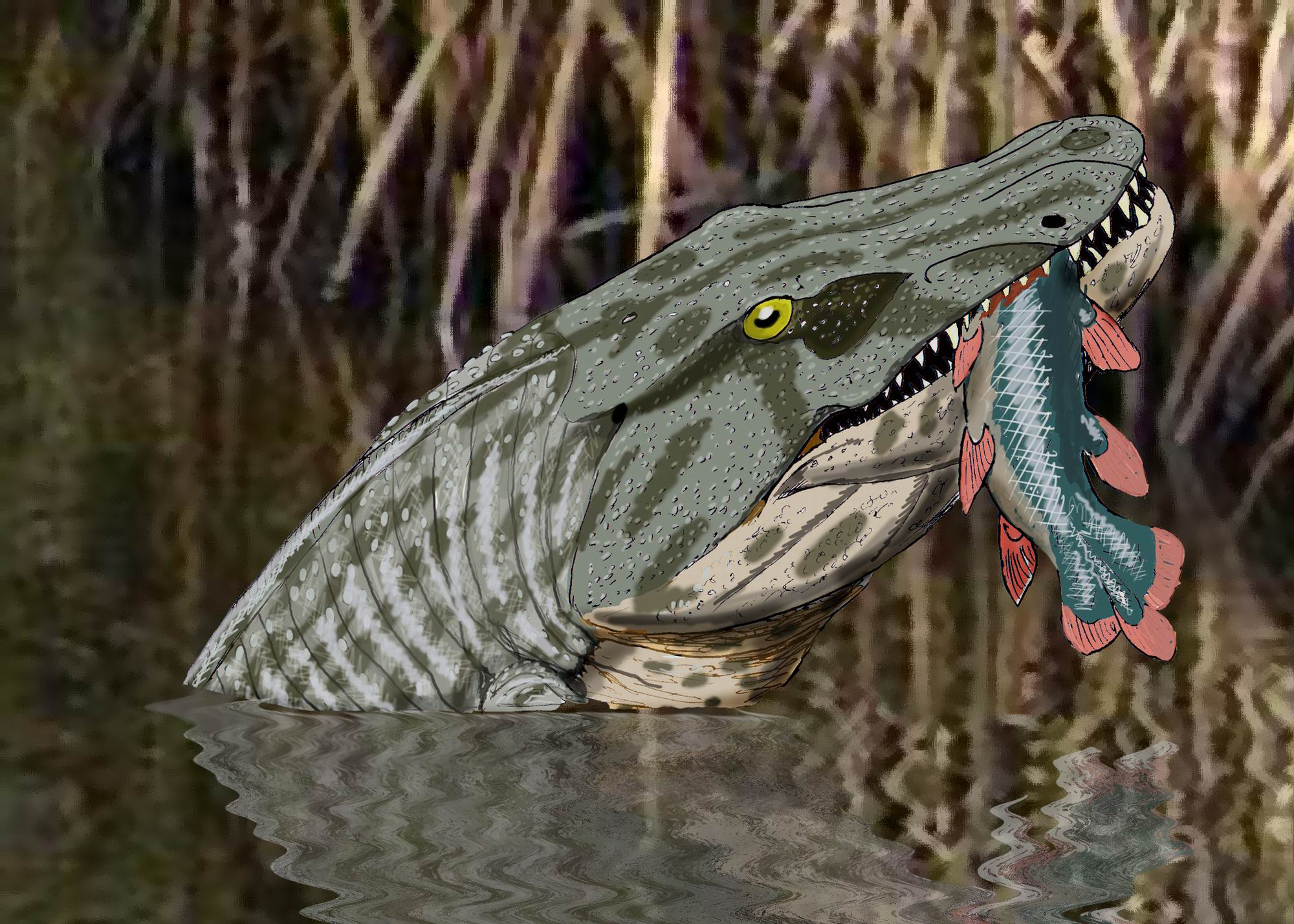
Ricostruzione di Megalocephalus nel suo ambiente naturale

## Paleoecologia
Anche se di Megalocephalus non è nota alcuna parte dello scheletro tranne il cranio, questo animale deve essere sicuramente stato un predatore attivo, e forse occupava una nicchia ecologica simile a quella degli odierni coccodrilli. Probabilmente Megalocephalus si nutriva principalmente di pesce che catturava nelle acque paludose delle foreste carbonifere, anche se presumibilmente mangiava altri tetrapodi. Le sue zampe non sono mai state ritrovate, e quindi non si può sapere se questo animale fosse in grado di spingersi sulla terraferma e sul terreno fangoso per cacciare prede terrestri.